# Le Maréchal de l'enfer
Pour plus de détails, voir Fiche technique et Distribution.
Le Maréchal de l'enfer (El mariscal del infierno) est un film fantastique d'horreur argentino-espagnol, sorti en 1974, réalisé par León Klimovsky. Ce film s'inspire de la vie de Gilles de Rais. Il est sorti en Espagne en 1974, mais fut interdit en Argentine par le censeur Tato pour « sus muchas escenas de sangre [ses nombreuses scènes sanglantes] »

## Synopsis
Dans la France médiévale, le baron Gilles de Lancre se passionne pour l'alchimie et la magie noire. Son épouse, la sadique Georgelle, encourage ses intérêts en lui faisant croire qu'un de ses amis alchimistes, Simon de Braqueville, peut transformer le plomb en or si le baron lui fournit du sang de vierges. Le baron ordonne à ses soldats d'enlever toutes les jeunes vierges de la région, et sa femme les fait violemment sacrifier pour assouvir ses propres pulsions sadiques.
Gaston de Malebranche, jeune héros militaire de l'armée du baron, rentre chez lui après un long voyage et entend parler du baron et de sa femme comme sacrifiant de jeunes filles. Craignant que de Malebranche ne découvre la vérité sur leurs agissements, Georgelle tente de convaincre le baron de le tuer, mais celui-ci refuse, car de Malebranche lui avait sauvé la vie par le passé.
Georgelle révèle au Baron qu'elle peut faire apparaître le Diable en personne. Elle le dupe en déposant la tête coupée d'un jeune homme sur un autel, tandis que l'alchimiste se cache derrière la structure et utilise la ventriloquie pour faire croire que la tête parle. Le Baron est devenu si naïf qu'il croit parler au Diable.
Finalement, de Malebranche mène une révolte contre le Baron et, avec ses hommes, assiège le château. Le Baron affronte tous les rebelles, se croyant invulnérable. Il finit criblé de flèches et meurt.

## Fiche technique
- Titre français : Le Maréchal de l'enfer[3]
- Titre original espagnol : El mariscal del infierno
- Titre en Argentine : Los poseídos de Satán
- Réalisation : León Klimovsky
- Assistants du réalisateur : Pedro Pardo, Alfredo Sergio, Heinrich Starhemberg
- Scénario : Paul Naschy
- Genre : horreur, fantastique
- Musique : Carlos Viziello
- Production : Néstor Gaffet (es) et José Antonio Pérez Giner (ca) pour Profilms et Producciones Orbe
- Photographie : Francisco Sánchez
- Montage : Antonio Ramírez de Loaysa
- Durée : 95 min
- Décors : Agustín Alcázar et Óscar Lagomarsino
- Costumes : Rafael Abienzo
- Effets spéciaux : Eugenio Peñalver
- Pays de production :  Argentine,  Espagne
- Langue originale : espagnol
- Dates de sortie :
  - Espagne : 1974
  - France : inédit à Paris, distribué avant 1980 en province[3]

## Distribution
- Paul Naschy : Baron Gilles de Lancré
- Norma Sebré (es) : Georgelle
- Guillermo Bredeston (es) : Gaston de Malebranche
- Mariano Vidal Molina (es) : Sillé
- Graciela Nilson : Graciela
- Eduardo Calvo : Simon de Braqueville
- Fernando Rubio : Estebano
- Luis Induni : Paul
- José Luis Chinchilla : Daniel
- Francisco Nieto
- Carmen Carro : Bastiana
- Germán Kraus (es)
- Javier de Rivera (es)
- César De Barona
- Toni de Mosul
- Emilio Mellado
- Luis González Páramo
- Simón Arriaga
- Sandra Mozarowsky (es) : fille sacrifiée
- Juan Madrigal
- Fernando Villena
- Ana Farra
- Adela Vázquez
- Joaquín Solís
- Antonio Orengo
- María de los Ángeles Muñoz
- Jeannette Aristensen
- Jaime Moreno Gálvez (es)
- María Giani

## Critique
Ignacio Armada Manrique et Guzmán Urrero Peña commentent : 
« Naschy había leído la biografía novelada que Huysmans hizo del tristemente célebre mariscal…y la historia lo había cautivado. Hizo un guion pero la censura no parecía muy dispuesta a aprobar un argumento sobre un asesino esquizofrénico y pederasta, por lo que el guion se fue suavizando. Y al final no tuvo nada que ver con el original. Es una película de aventuras entretenida, con un guion sencillo bien resuelto, y con un ritmo que dice mucho del Klimovsky de esa época. »
— Paul Naschy, Ciclo della Luna llena, Madrid, Filmoteca nacional, 1993, cité dans Manrupe-Portela, p. 473-474
        
« Naschy avait lu la biographie romancée que Huysmans avait écrite sur le tristement célèbre maréchal… et l'histoire l'avait captivé. Il a écrit un scénario, mais les censeurs ne semblaient pas très disposés à approuver une intrigue sur un meurtrier schizophrène et pédophile, alors le scénario a été adouci. Et au final, cela n'a rien à voir avec l'original. C'est un film d'aventure divertissant, avec un scénario simple et bien résolu, et avec un rythme qui en dit long sur Klimovsky à ce moment. »